# Trygve Lullau
Trygve Lullau (* 1. Juli 1938 in Levanger) ist ein ehemaliger norwegischer Radrennfahrer und nationaler Meister im Radsport.

## Sportliche Laufbahn
Lullau war im Straßenradsport aktiv. Seinen ersten nationalen Titel holte er 1957 mit dem Gewinn der Meisterschaft im Mannschaftszeitfahren. Mit ihm holten Bjørn Johansen und Arne Norum den Titel.
1959 gewann er die nationale Meisterschaft im Straßenrennen. 1960 startete er in der Internationalen Friedensfahrt und belegte den 55. Gesamtrang. 1961 wurde er Zehnter und damit bester Norweger.